# Darron Charles
Darron Charles (* 20. Dezember 1977) ist ein Badmintonspieler aus Trinidad und Tobago. 

## Karriere
Darron Charles nahm 1998, 2002 und 2006 an den Commonwealth Games teil. Im Herreneinzel wurde er bei seinem ersten Start 65. Vier Jahre später erreichte er mit Platz 17 sein bestes Resultat im Einzel. 2006 belegte er Rang 33. Bei den Solo Beverages Open Badminton Championships in Trinidad and Tobago gewann er Gold im Doppel und Silber im Einzel.

## Referenzen
- Darron Charles beim Badminton-Weltverband
- Athletenprofil auf der Website der 18. Commonwealth Games 2006 (Memento vom 8. August 2014 im Internet Archive)

| Personendaten    | Personendaten                            |
| ---------------- | ---------------------------------------- |
| NAME             | Charles, Darron                          |
| KURZBESCHREIBUNG | Badmintonspieler aus Trinidad und Tobago |
| GEBURTSDATUM     | 20. Dezember 1977                        |